# Caliphis eugenitalis
Caliphis eugenitalis är en spindeldjursart som beskrevs av Wolfgang Karg 1993. Caliphis eugenitalis ingår i släktet Caliphis och familjen Ologamasidae. Inga underarter finns listade.